# Max Hoffmann
Max Hoffmann (25. januar 1869 i Homburg an der Efze – 8. juli 1927 i Bad Reichenhall) var en tysk general under 1. verdenskrig. Regnes ofte for Tysklands mest geniale strateg.
Max Hoffmann var søn af krigsretsråd Julius Hoffmann og hustru Friederike Charlotte Alwine du Buisson. Han gik på gymnasiet i Nordhausen fra 1879 til 1887, og efter studentereksamen blev han musketer i det 4. Thüringske Infanteriregiment i Torgau. Samme år kom han på den kongelige krigsskole i Neisse, og i august 1888 blev han udnævnt til sekondløjtnant.
Fra 1895 til 1898 gik han som premierløjtnant på krigsakademiet i Berlin. Efter bestået eksamen og uddannelse til russisk tolk var han på en seks måneder lang studierejse til Rusland. Efter hjemkomsten gjorde han i fem år tjeneste i generalstabens russiske afdeling.
Under den russisk-japanske krig 1904-5 var han militærattaché på den japanske side og fulgte kamphandlingerne i Manchuriet på nærmeste hold. Han blev udnævnt til kaptajn i 1901 og major i 1907.
Ved 1. verdenskrigs udbrud blev han 1. generalstabsofficer (dvs. operationsofficer) ved 8. armé i Østpreussen. I denne stilling udarbejdede han planerne for slagene ved Tannenberg og de Masuriske Søer.
Da Paul von Hindenburg og Erich Ludendorff vendte tilbage til Berlin i 1916, blev Prins Leopold af Bayern udnævnt til chef for de tyske hære på østfronten (Oberbefehlshaber Ost), og Hoffmann blev som generalmajor udnævnt til hans stabschef. I den følgende tid lykkedes det ham at få kommando over alle tropper på østfronten, herunder også de østrig-ungarske. Efter revolutionen i Rusland og de første forgæves fredsforhandlinger stod Hoffmann i spidsen for en fornyet offensiv, hvorunder De Baltiske Lande og Ukraine blev erobret på få uger. Resultatet blev freden i Brest-Litovsk, hvor Rusland måtte afstå Finland, De Baltiske Lande og Polen.
Efter krigen skrev han sine erindringer under titlen "De forsømte muligheders krig". I denne bog er han meget kritisk overfor specielt Erich Ludendorff. Det gælder specielt situationen efter den russiske revolution. Ludendorff valgte at bruge de frigjorte tropper fra østfronten til en fornyet offensiv mod Frankrig i foråret 1918. Hoffmann anså dette for en alvorlig fejl.
Ifølge Hoffmann burde Tyskland allerede i november 1917 have sendt tropper til Skt. Petersborg. Her kunne man med små midler have nedkæmpet revolutionen. Tyskland kunne så have indsat sin egen regering i Rusland og tvunget landet ind i en alliance. Dernæst skulle man have trukket alle tropper ud af Frankrig og Belgien og have indtaget defensive positioner langs grænsen sammen med et symbolsk troppekontingent fra den nye allierede Rusland. Hoffmann mente, at man derved kunne have frataget USA og måske også England motivationen til en videreførelse af krigen og dermed være nået frem til en fredsaftale.
I begyndelsen af 20'erne arbejdede Hoffmann aktivt for at etablere et samarbejde eller en alliance mellem Tyskland, Frankrig og England mod det kommunistiske Sovjetunionen. På en måde kan han altså ses som en af de første fortalere for den tysk-franske forsoning og etableringen af NATO.